# Inadvertance (nouvelle)
Pour les articles homonymes, voir Inadvertance.
Inadvertance est une nouvelle humoristique de cinq pages d’Anton Tchekhov.

## Historique
Inadvertance est initialement publié dans la revue russe Les Éclats, numéro 8, du 21 février 1887, sous le pseudonyme d'A Tchekhonte. Autre traduction Imprudence.

## Résumé
Pierre Strijine se rend à une fête familiale. Il y boit beaucoup alors qu’il n’en a pas l’habitude. De retour au logis de sa tante, il veut boire en cachette un dernier verre. À tâtons, dans le noir, il boit une lampée : malheur ! c’est du pétrole ! La vieille tante ne lui est d’aucuns secours. Il court chez le pharmacien. Il se voit mourir, écrit son testament et se couche pour attendre la mort.
Par chance, le pétrole vendu par le commerçant était de mauvaise qualité. Il est sauvé, mais doit supporter - et c’est peut-être pire - les remarques de la tante.

## Édition française
- Inadvertance, traduit par Edouard Parayre, Bibliothèque de la pléiade, Édition Gallimard, 1970  (ISBN 2-07-010550-4)